# Hyphaenia apicalis
Hyphaenia apicalis es una especie de insecto coleóptero de la familia Chrysomelidae.
Fue descrita científicamente en 1988 por Takizawa.